# 藤田岳彦
藤田 岳彦（ふじた たかひこ、1955年 - ）は、日本の数学者、教育者、馬主。
中央大学理工学部教授、一橋大学名誉教授。専門は確率論、力学系、金融工学、保険数理、数学教育。
兵庫県神戸市出身。京都大学教養部講師、カリフォルニア大学アーバイン校客員助教授、一橋大学商学部教授、京都大学数理解析研究所客員教授などを歴任。メディアに取り上げられることも多い。

## 経歴
- 1974年　灘中学校・高等学校卒業
- 1978年　京都大学理学部卒業
- 1980年　京都大学大学院理学研究科数学専攻修士課程修了
- 1981年　京都大学大学院理学研究科数学専攻博士課程中退、同年京都大学理学部数学教室助手
- 1983年　京都大学教養部講師
- 1986年　カリフォルニア大学アーバイン校客員助教授
- 1990年　京都大学理学博士
- 1991年　一橋大学法学部助教授
- 1996年　一橋大学商学部助教授
- 1998年　一橋大学商学部教授
- 2000年　一橋大学大学院商学研究科教授 兼 一橋大学大学院国際企業戦略研究科教授
- 2002年　パリ第6大学数学学部確率学科客員研究員
- 2007年　京都大学数理解析研究所伊藤清博士ガウス賞受賞記念（野村グループ）数理解析寄附研究部門客員教授（2010年迄）
- 2011年　中央大学理工学部経営システム工学科教授、一橋大学大学院国際企業戦略研究科客員教授
- 2018年　東京女子大学非常勤講師
- 2019年　一橋大学名誉教授[2]

## 人物
高等学校用、大学生用の数学教科書を執筆し、数学オリンピック財団理事長を務めるなど、若手の数学者育成、中高生の数学教育、さらにはアクチュアリー養成にも力を入れている。
趣味は水泳、野球観戦、麻雀、競馬など幅広い。
2013年にJRAの個人馬主となり、新潟馬主協会、東京馬主協会、兵庫県馬主協会会員。勝負服は、阪神タイガースファンであることから黄と黒を基調とした「黄、黒山形一本輪、袖黒縦縞」。所有馬にはストキャスティーク（フランス語で「確率的」）、ウェルノウン（数学の論文でよく出てくるフレーズ）など数学に関連した馬名を付けている。
また、一口馬主としてグレープブランデー、ブラストワンピース、ソーダズリングなど60頭ほどに出資。ブラストワンピースが勝った第63回有馬記念では「出資馬ということもあって大もうけした」という。
2018年にグリーンチャンネル『競馬場の達人』に出演。最終レースは1番人気に賭けるのが最善の選択という「最終レースバイアス」など数学を応用した馬券理論を披露しプラス収支（＋6万6550円）を達成した。

## 連載
- 週刊Gallop - 「○○だけど馬主」コーナー連載メンバーの1人（不定期連載）